# Lampenbezeichnungssystem
Das Lampenbezeichnungssystem (LBS) ist ein im Jahre 1994 eingeführtes Bezeichnungssystem für bestimmte Lampentypen des Fachverbands Licht im Zentralverband Elektrotechnik- und Elektronikindustrie (ZVEI).

## Verbreitung
Es konkurriert mit dem umfangreicheren „Internationalen Lampenbezeichnungssystem“ ILCOS nach IEC 1231. Die LBS-Bezeichnungen sind innerhalb Europas weit verbreitet. International verwenden jedoch nicht alle Leuchtmittelhersteller die LBS-Kodierung.

## Bezeichnungen
Für Halogen-Metalldampf-Hochdrucklampen gilt:
- Röhrenform zweiseitig gesockelt = HIT-DE-CE
- Keramikbrenner Röhrenform einseitig gesockelt = HIT-CE
- Keramikbrenner kompakte Röhrenform einseitig gesockelt = HIT-TC-CE
- Keramikbrenner Ellipsoidform-Quarzbrenner = HIE
- Röhrenform zweiseitig gesockelt = HIT-DE
- Quarzbrenner Röhrenform = HIT

Für Natriumdampf-Hochdrucklampen gilt:
- Ellipsoidform = HSE
- Röhrenform = HST
- Röhrenform zweiseitig gesockelt = HST-DE

Für Natriumdampf-Niederdrucklampen gilt:
- Röhrenform = LST

Für Quecksilberdampf-Hochdrucklampen gilt: 
- Ellipsoidform = HME
- Ellipsoidform farbverbessert = HME